# 1903 en architecture
| Années de l'architecture : 1900 - 1901 - 1902 - 1903 - 1904 - 1905 - 1906    |
| Décennies de l'architecture : 1870 - 1880 - 1890 - 1900 - 1910 - 1920 - 1930 |

Cet article présente les faits marquants de l'année 1903 en architecture.

## Réalisations
- Ouverture de la bourse d'Amsterdam dessinée par Hendrik Petrus Berlage.
- Charles Rennie Mackintosh construit la Hill House à Helensburgh en Écosse.
- Daniel Burnham, Arnold W. Brunner et John Carrère réalisent le Group Plan, vaste opération urbaine dans le centre de Cleveland.
- Fin de construction de la cathédrale navale Saint-Nicolas à Liepāja en Lettonie.
- Début de construction du pont de Bir-Hakeim.
- Première utilisation par Auguste Perret d'une ossature en béton pour la construction d'un immeuble au 25 bis de la rue Franklin à Paris[1].
- Maison Arnús, bâtiment moderniste d'Enric Sagnier à Barcelone.
- Début de construction du Mabry Mill, moulin à eau dans le comté de Floyd, en Virginie aux États-Unis, achevé en 1905.
- Villa Eschebach, de style néo-baroque, à Dresde.

## Événements
- Giles Gilbert Scott remporte le concours de la future cathédrale de Liverpool.

## Récompenses
- Royal Gold Medal : Charles Follen McKim.
- Prix de Rome : Léon Jaussely.

## Naissances
- 18 juillet : Victor Gruen († 14 février 1980).
- 18 octobre : Albert Frey († 14 novembre 1998).
- 24 octobre : Charlotte Perriand († 27 octobre 1999).
- A. Hays Town († 2005).

## Décès
- 29 mai : Bruce Price (° 12 décembre 1845) .
- 28 août : Frederick Law Olmsted (° 16 avril 1822).